# Barbados i olympiska sommarspelen 1988
Barbados deltog i de olympiska sommarspelen 1988 med en trupp bestående av 17 deltagare, sexton män och en kvinna, men ingen av landets deltagare erövrade någon medalj.

## Boxning
- Gregory Griffith
- Sean Knight

## Cykling
- Vincent Lynch
- Roderick Chase

## Friidrott
Herrarnas 4 x 400 meter stafett
- Seibert Straughn, Richard Louis, Allan Ince och Elvis Forde
  - Heat — 3:06,03
  - Semifinal — 3:06,93 (→ gick inte vidare)

- Henrico Atkins
- Yolande Straughn

## Judo
- James Waithe

## Segling
- Howard Palmer
- Brian Talma
- Michael Green
- Shane Atwell